# 2957 Tatsuo
2957 Tatsuo este un asteroid din centura principală, descoperit pe 5 februarie 1934 de Karl Reinmuth.